# Zainab Sultan Begum
Zainab Sultan Begum (... – 1506) è stata una principessa mongola, regina consorte di Fergana e Kabul come moglie di Babur, futuro imperatore Moghul.

## Biografia
Zainab Sultan Begum nacque come principessa timuride, quinta figlia di Mahmud Mirza, figlio di Abu Sa'id Mirza, e della sua consorte favorita Khanzada Begum (la quale era nipote di un'altra consorte di Mahmud, anche lei chiamata Khanzada). 
Nel 1503, suo cugino Babur, figlio di Umar Shayk Mirza II, fratello minore di suo padre, e di Qutlugh Nigar Khanum, sorellastra di una delle consorti di suo padre, Sultan Khanum, divorziò da sua moglie Aisha (che era a sua volta cugina sia di Babur che di Zainab, essendo figlia di Ahmed Mirza, fratello maggiore dei rispettivi padri e sposato con Mihr Khanum, sorella di Nigar e Sultan). Immediatamente, venne proposto un matrimonio sostitutivo fra Babur e Zainab. Babur cercò di opporsi, perché non aveva simpatia per lo zio e in più considerava blasfemo il suo matrimonio con la madre di Zainab, perché l'Islam vieta di prendere in moglie due donne che sono fra loro zia e nipote. Tuttavia, sua madre intervenne e lo convinse a procedere con le nozze. Il matrimonio si tenne nell'appena conquistata Kabul nel 1504, e nella stessa occasione la sorella di Zainab, Ai Sultan Begum, sposò il fratellastro di Babur, Jahangir Mirza.  
Il matrimonio non fu felice e Zainab non riuscì mai a conquistarsi l'affetto e il rispetto del marito, che addirittura nelle sue memorie, le Baburnama, scrive di non ricordarne con esattezza l'anno di morte, mentre sottolinea come lei non gli fosse "congeniale" e come l'abbia sposata solo per compiacere sua madre. Probabilmente per questo, il matrimonio rimase senza figli.  
In compenso, Zainab godette comunque di una posizione prominente nella zenana, in quanto, come discendente di Tamerlano e unica moglie legale di Babur, superava tutte le altre donne sia per nascita che per status, e non mancava mai di mettere in risalto le sue nobili origini.   
Morì di vaiolo nel 1506, dopo appena due anni di matrimonio.